# Dušan Fábry
Dušan Fábry (* 29. prosince 1963) je bývalý český fotbalista a reprezentační útočník do 21 let. Po skončení aktivní kariéry působí jako trenér mládeže.

## Fotbalová kariéra
Hrál za Baník Ostrava, DAC Dunajská Streda a maďarský klub Tisza Volán SC. V nejvyšších soutěžích nastoupil celkem ve 107 utkáních a dal 9 gólů. V Poháru UEFA nastoupil za Baník Ostrava například v utkání proti Dynamu Kyjev. Ve druhé lize hrál za FK Baník Havířov.

## Ligová bilance
| Ročník                                   | Zápasy | Góly | Klub                |
| ---------------------------------------- | ------ | ---- | ------------------- |
| 1. československá fotbalová liga 1983/84 | 13     | 2    | Baník Ostrava       |
| 1. československá fotbalová liga 1984/85 | 25     | 2    | Baník Ostrava       |
| 1. československá fotbalová liga 1987/88 | 26     | 2    | Baník Ostrava       |
| 1. československá fotbalová liga 1988/89 | 17     | 1    | Baník Ostrava       |
| 1. československá fotbalová liga 1989/90 | 9      | 0    | Baník Ostrava       |
| 1. československá fotbalová liga 1990/91 | 7      | 1    | DAC Dunajská Streda |
| OTP Bank Liga 1990/91                    | 10     | 1    | Borsod Volán SC     |
| CELKEM                                   | 107    | 9    |                     |